# Historia del telescopio

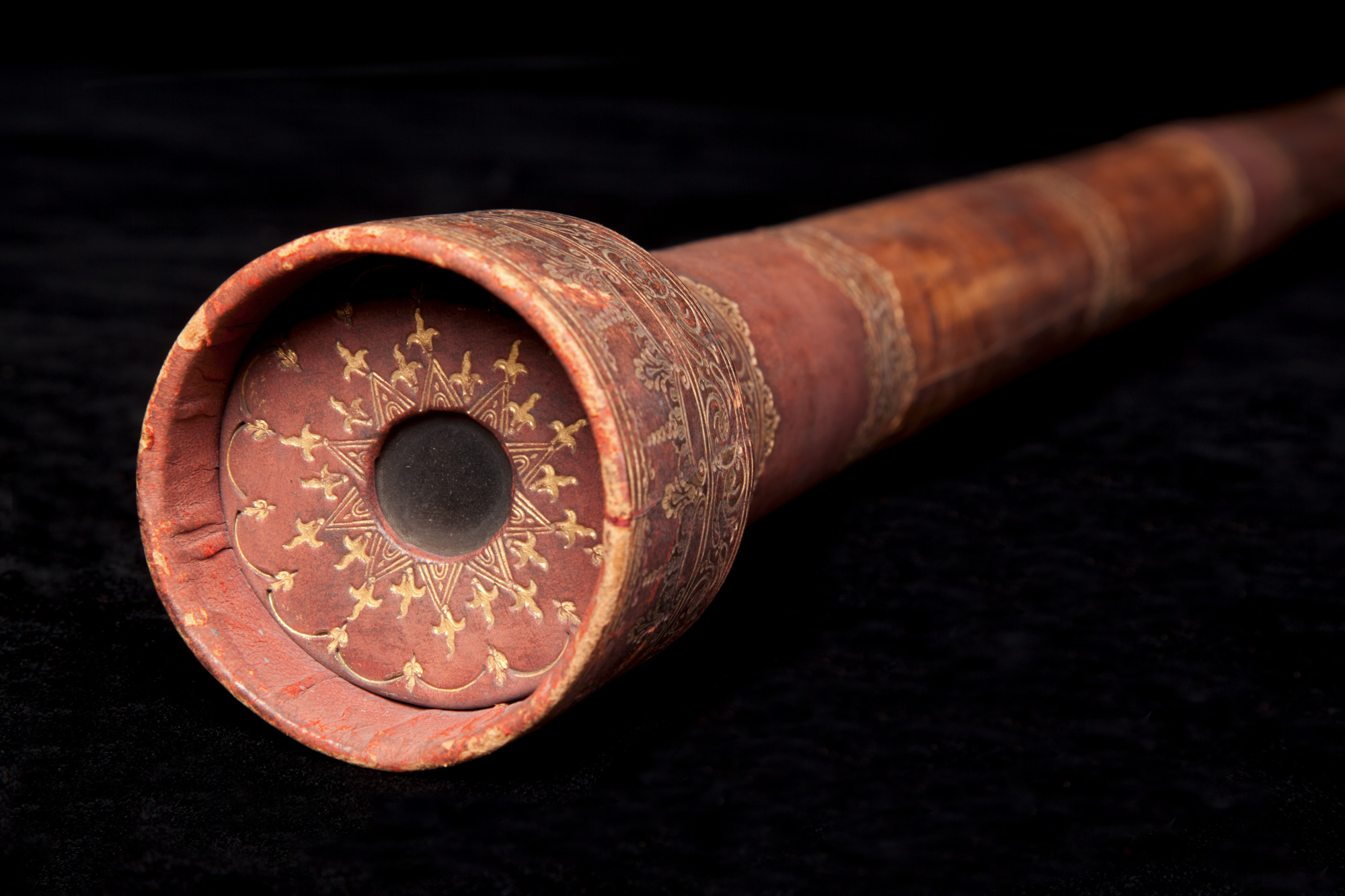
Ocular de un telescopio galileano (c. 1620)

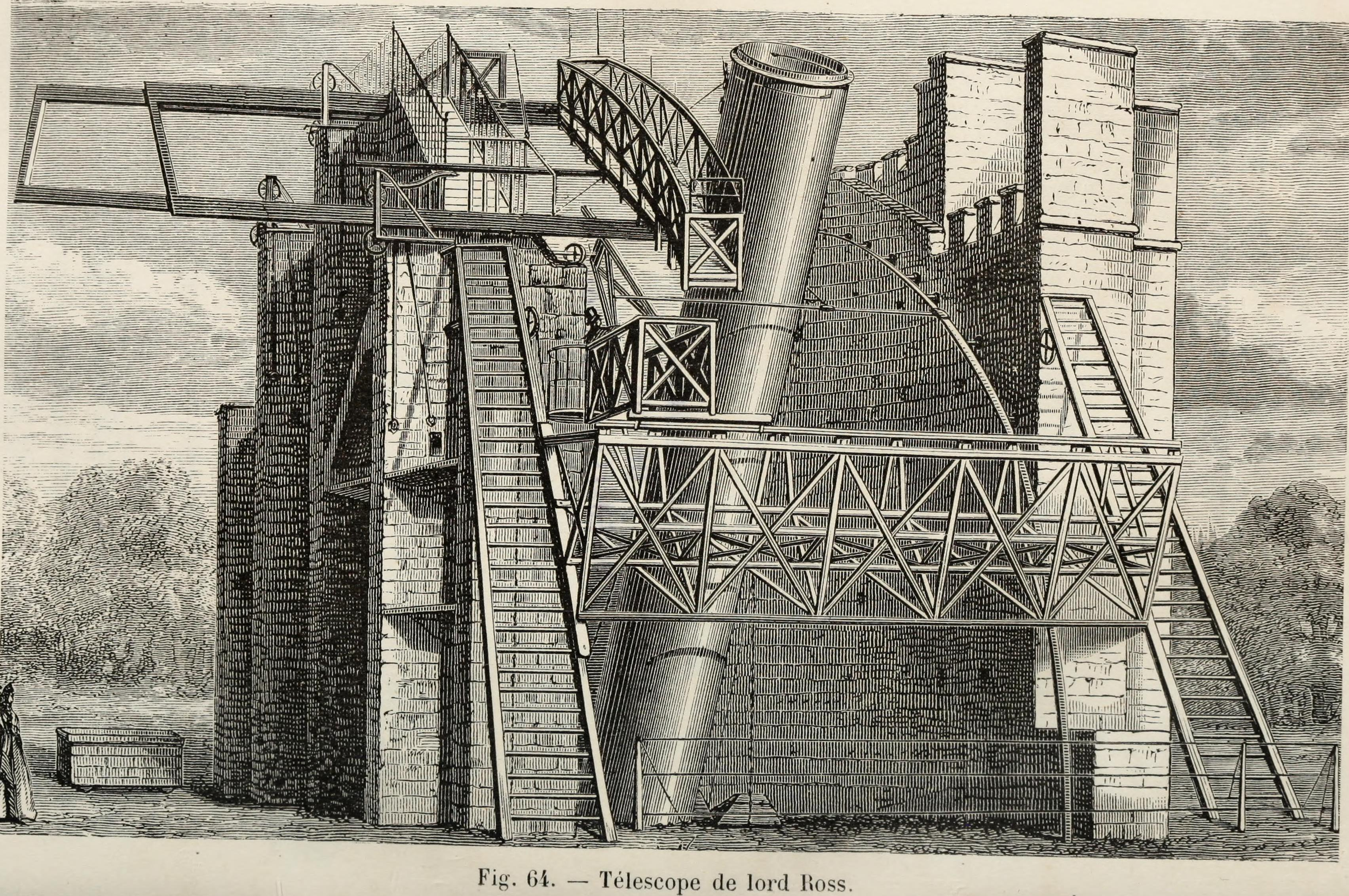
Leviatán de Parsonstown (1869)

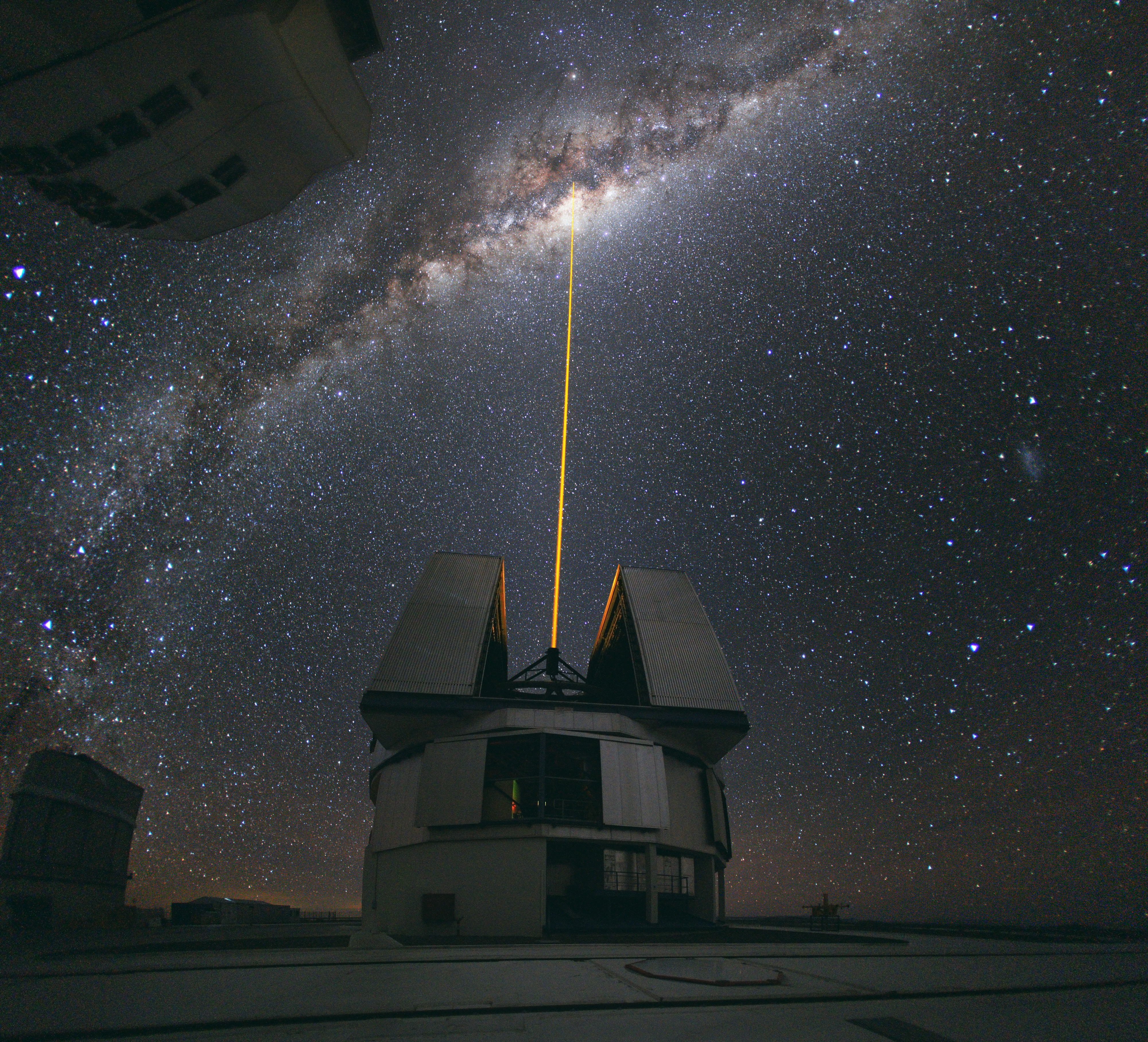
Observatorio Paranal

Telescopio espacial Hubble

La historia del telescopio como instrumento científico ha contribuido decisivamente a modelar la imagen que hoy se tiene del Universo, y se inició hacia 1609, cuando Galileo Galilei dirigió por primera vez su anteojo hacia el cielo. Desde entonces, se ha producido una serie ininterrumpida de mejoras en el instrumento, que ha pasado de ser un modesto dispositivo óptico formado por dos lentes colocadas en los extremos de un tubo, a convertirse en sofisticadas redes informatizadas de observatorios distribuidos tanto por todo el globo terráqueo como en naves en órbita.
Por el camino han quedado ligados a su desarrollo importantes aportes en la historia de la ciencia, como la confirmación de la validez del sistema heliocéntrico de Nicolás Copérnico, el conocimiento cada vez más detallado de los cuerpos que forman el sistema solar, y una comprensión cada vez más precisa de la dinámica de las estrellas, las galaxias y de las leyes que rigen la conformación del Universo.
Y como trasfondo de estos descubrimientos, figuran de forma destacada las sucesivas mejoras tecnológicas, especialmente en el campo de la óptica, que condicionaron las distintas etapas históricas de preponderancia de los telescopios refractores o de los reflectores, a través de una prolongada carrera entre lentes y espejos por obtener resoluciones cada vez mayores. Este recorrido ha sido culminado por el momento con las redes interferométricas de grandes observatorios, y con la ampliación de las radiaciones estudiadas para abarcar el espectro electromagnético completo, desde las ondas de radio hasta los rayos gamma, pasando por la luz visible y las microondas.

## Panorama general

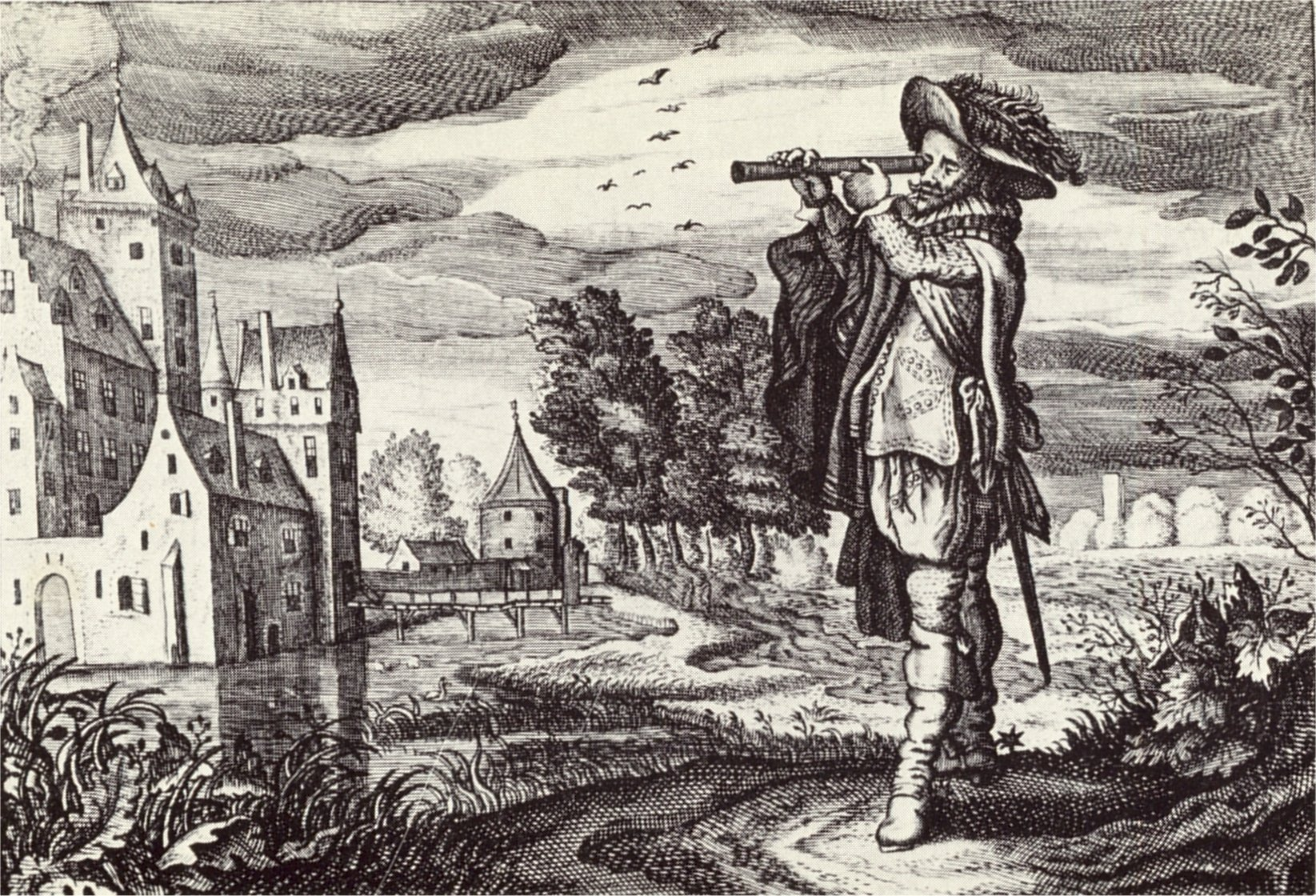
Representación temprana de un «telescopio holandés», de 1624

Los primeros telescopios conocidos aparecieron en 1608 en los Países Bajos y se atribuyen a Hans Lippershey (a cuyo nombre figura la patente conocida más antigua sobre el instrumento). Entre los muchos otros que afirmaron haber hecho el descubrimiento figuran Zacharias Janssen, un fabricante de lentes de Middelburg, y Jacob Metius de Alkmaar. Por otro lado, investigaciones posteriores sugieren que pudo haber sido inventado en 1590 por el español Juan Roget, cuyo hallazgo podría haber llegado unos años después a los Países Bajos, donde sería patentado.
El diseño de estos primeros telescopios refractores consistía en una lente convexa -similar a una lupa- en el objetivo y una lente cóncava en el ocular. Galileo utilizó este diseño tan solo un año después, en 1609. En 1611, Johannes Kepler describió cómo podía fabricarse un telescopio algo distinto, con una lente en el objetivo convexa y una lente en el ocular también convexa, y ya hacia 1655, astrónomos como Christiaan Huygens estaban construyendo potentes pero poco manejables telescopios keplerianos con oculares compuestos.
La construcción del primer telescopio reflector "práctico" se le atribuye a Isaac Newton en el año 1668, con un diseño que incorporaba un pequeño espejo diagonal plano, dispuesto para desviar la luz recogida por el espejo esférico principal hacia un ocular montado en un costado del telescopio. La siguiente mejora significativa en los telescopios de espejo fue introducida por Laurent Cassegrain en 1672, quien describió el diseño de un reflector con un pequeño espejo secundario convexo para reflejar la luz a través de un agujero central en el espejo principal.
Las lentes acromáticas, que reducen en gran medida la aberración cromática de las lentes de los objetivos, permitiendo construir telescopios más cortos y funcionales, aparecieron por primera vez en 1733 en un telescopio fabricado por Chester Moore Hall, quien no hizo público su hallazgo. Sin embargo, John Dollond tuvo acceso a una de las lentes de Hall, y consciente de su importancia, comenzó la producción comercial de instrumentos ópticos acromáticos a partir de 1758.
Mejoras importantes en los telescopios reflectores fueron la producción de grandes espejos parabólicos desarrollada por John Hadley en 1721; el proceso del plateado de espejos de vidrio introducido por Léon Foucault en 1857; y la adopción de revestimientos aluminizados de larga duración en los espejos reflectores a partir de 1932. El telescopio Ritchey-Chrétien, variante inventada alrededor de 1910 del reflector Cassegrain, aunque no se adoptó de forma generalizada hasta después de 1950, es una configuración utilizada por muchos telescopios modernos (como el Telescopio espacial Hubble), gracias a la mayor amplitud de campo visual que proporciona frente al diseño original de Cassegrain.
Durante el período de 1850-1900, los reflectores se vieron lastrados por los problemas que causaba la poca durabilidad del brillo de la aleación metálica con la que se fabricaban los espejos, el speculum. Este hecho propició que se fabricara un número considerable de "Grandes refractores", cuyo tamaño creció con gran rapidez. El proceso culminó con la puesta en servicio en 1897 del refractor del Observatorio Yerkes, con una lente de 1 m de diámetro. Sin embargo, ya se había alcanzado el límite teórico del diámetro máximo de las lentes (condicionado por la excesiva deformación causada por su propio peso suspendido), y a partir de la década de 1900 se construyeron una serie de reflectores  con espejos de vidrio cada vez más grandes, incluyendo el del Monte Wilson de 60 pulgadas (1,50 m), el del Telescopio Hooker de 100 pulgadas (2,5 metros) (1917) y el de 200 pulgadas (5 metros) del Telescopio Hale (1948).
De forma generalizada, la inmensa mayoría de los grandes telescopios de investigación desde 1900 han sido reflectores. Entre 1975 y 1985 se construyeron numerosos telescopios de unos 4 metros (160 pulgadas) de apertura, eligiéndose emplazamientos de gran altitud en lugares como Hawái o el desierto de Atacama chileno. El desarrollo de la montura altazimutal controlada por ordenador en los años 1970 y de la óptica activa en la década de 1980 hizo posible una nueva generación de telescopios aún más grandes, empezando por el Observatorio W. M. Keck de 10 metros (400 pulgadas) de 1993/1996, y siguiendo por una serie de telescopios de 8 metros como el Very Large Telescope del Observatorio Europeo Austral, el Observatorio Gemini o el Telescopio Subaru.
La era del radiotelescopio (en paralelo al desarrollo de la radioastronomía) nació con el afortunado descubrimiento realizado por Karl Guthe Jansky de una radiofuente espacial en 1931. Otros muchos tipos de telescopios fueron desarrollados en el siglo XX para una amplia gama de frecuencias, desde las ondas de radio hasta los rayos gamma. El desarrollo del primer observatorio espacial después de 1960 permitió el acceso a varias bandas imposibles de observar desde la superficie terrestre, incluyendo los rayos X y las bandas de longitud de onda más largas, como la radiación infrarroja.

## Los telescopios ópticos

### Invención

#### Fundamentos ópticos

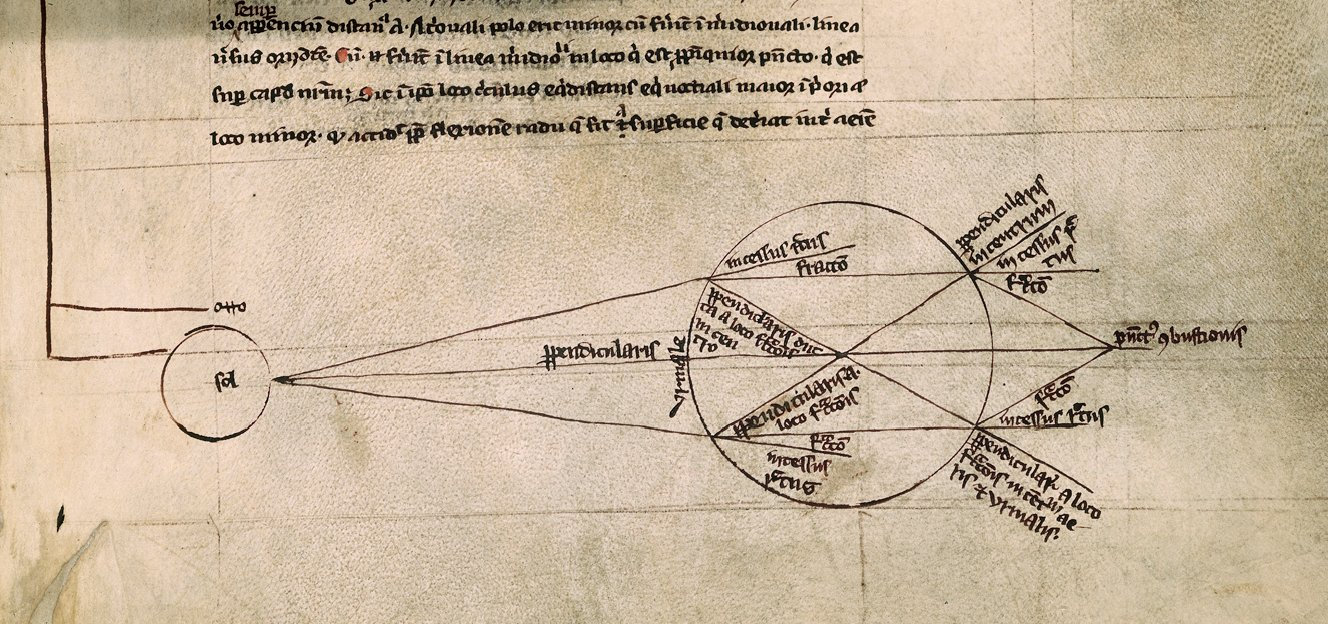
Esquema óptico que muestra la luz siendo refractada por un recipiente de vidrio esférico lleno de agua, de la obra de Roger Bacon De multiplicatione specierum.

Las lentes y sus propiedades eran bien conocidas antes de la invención del telescopio óptico; lentes simples fabricadas de sílice eran conocidas desde épocas remotas. Claudio Ptolomeo (en su obra Óptica, escrita en el siglo segundo d. C.) escribió acerca de las propiedades de la luz, incluyendo la reflexión, la refracción y el color. Durante el siglo X, el erudito persa Ibn Sahl, realizó algunas descripciones más afinadas, muy por delante de los conocimientos ópticos de aquella época.
Está bien documentado que fue en el siglo XII aproximadamente cuando en Europa se empezaron a utilizar las piedras de lectura (lentes de aumento colocadas sobre el texto a leer), así como lentes para producir fuego. Se considera que las primeras gafas para corregir la presbicia utilizando lentes convexas se inventaron en el norte de Italia entre finales del siglo XIII y el comienzo del siglo XIV, y que la invención del uso de lentes cóncavas para corregir la miopía corresponde a Nicolás de Cusa en 1451. Así, el conocimiento temprano y la disponibilidad de lentes para gafas entre los siglos XIII y XVI, debió posibilitar que muchas personas pudieran descubrir como mera curiosidad los principios del telescopio combinando lentes cóncavas y convexas. En el siglo XIII Roberto Grosseteste escribió varios tratados científicos entre 1230 y 1235, incluyendo De Iride (el título se refiere al arco iris), en el que afirmaba que:

"Esta parte de la óptica, siendo bien entendida, nos muestra cómo podemos hacer que las cosas se vean desde una distancia muy larga como si se colocaran muy cerca, y que grandes cosas cercanas parezcan muy pequeñas, y cómo podemos hacer que pequeñas cosas que estén a una distancia aparezcan a cualquier tamaño que queramos, haciendo posible para nosotros leer las letras más pequeñas a distancias increíbles..."

Roger Bacon fue alumno de Grosseteste en Oxford, y a menudo se piensa que pudo haber descrito un dispositivo de aumento en el siglo XIII, aunque no hay constancia de que construyese un modelo de trabajo.

#### Desarrollos anteriores alsigloXVII
Existe alguna evidencia documental, pero no se conservan instrumentos o evidencias físicas, de que los principios de los telescopios ya se conocían en el siglo XVI. Escritos de los ingleses John Dee y Thomas Digges de 1570 y 1571, respectivamente, atribuyen el uso de telescopios tanto reflectores como refractores a Leonard Digges (padre de Thomas), siendo confirmado por un escrito independiente obra del matemático William Bourne de 1580. Pudieron haber sido instrumentos experimentales, y nunca se dieron a conocer ampliamente ni se reprodujeron. Thomas Digges describe el dispositivo de su padre de la siguiente manera:

"Pero mi padre por sus continuas y penosas prácticas, fue capaz de dejar estas causas celestiales y las cosas hechas desde la antigüedad hace mucho tiempo, y ayudado por demostraciones matemáticas, con gafas proporcionales debidamente situadas en ángulos convenientes, no solo descubría cosas lejanas, leía cartas, o contaba piezas de dinero con la misma moneda y la misma inscripción, lanzadas por algunos de sus amigos a propósito sobre los campos abiertos, sino que también a siete millas de distancia declaraba lo que se había hecho en ese instante en lugares privados."

Aunque Digges pudo haber creado un instrumento rudimentario con la participación de lentes y espejos, el rendimiento óptico necesario para ver los detalles de las monedas situadas alrededor en los campos o actividades privadas a siete millas de distancia, queda más allá de la tecnología de la época.
En Italia, Giovanni Battista della Porta se refirió a un posible telescopio ya en 1586, cuando escribió en una carta: "  ...hacer vidrios para poder reconocer a un hombre a varias millas de distancia." En su obra Natural Magic publicada en 1589, escribió:

"Con una lente cóncava verás pequeñas cosas lejanas muy claramente. Con una lente convexa, las cosas más cercanas se hacen mayores, pero más oscuras. Si se sabe cómo encajar ambas juntas, se verán ambas cosas a lo lejos, y las cosas cerca de la mano, tanto mayores como claras."

Della Porta estaba preocupado por otros asuntos en aquel momento y debió pensar que la idea de un "telescopio" no era demasiado importante. Reivindicaciones similares se han hecho acerca del catalán Juan Roget (murió antes de 1624) como inventor de un primitivo instrumento similar a un telescopio.

#### Los primeros telescopios conocidos
La explotación práctica del instrumento se consiguió y se dio a conocer sin duda en los Países Bajos en 1608, pero el mérito de la invención original ha sido reclamado en nombre de tres personas: Hans Lippershey y Zacharias Janssen —fabricantes de lentes de Middelburg— y Jacob Metius de Alkmaar (también conocido como Jacob Adriaanszoon). A Hans Lippershey se le atribuye la creación y difusión de los primeros diseños prácticos de telescopio. Solicitó en los Estados generales de los Países Bajos el 2 de octubre de 1608 una patente sobre un instrumento para ver de lejos como si se estuviera cerca," adelantándose a la patente de Jacob Metius por un par de semanas. Pero Lippershey tampoco recibió la patente, debido a que la misma demanda de invención ya había sido presentada por otro fabricante de lentes. Sin embargo, el gobierno holandés lo recompensó generosamente por las copias de su diseño.
Los telescopios holandeses originales estaban compuestos de una lente convexa y de una lente cóncava, con la ventaja de que los instrumentos construidos de esta manera no invierten la imagen. El diseño original de Lippershey solo tenía una magnificación de 3x. Parece ser que se produjeron en los Países Bajos en número considerable poco después de la fecha de su invención, difundiéndose rápidamente por toda Europa.

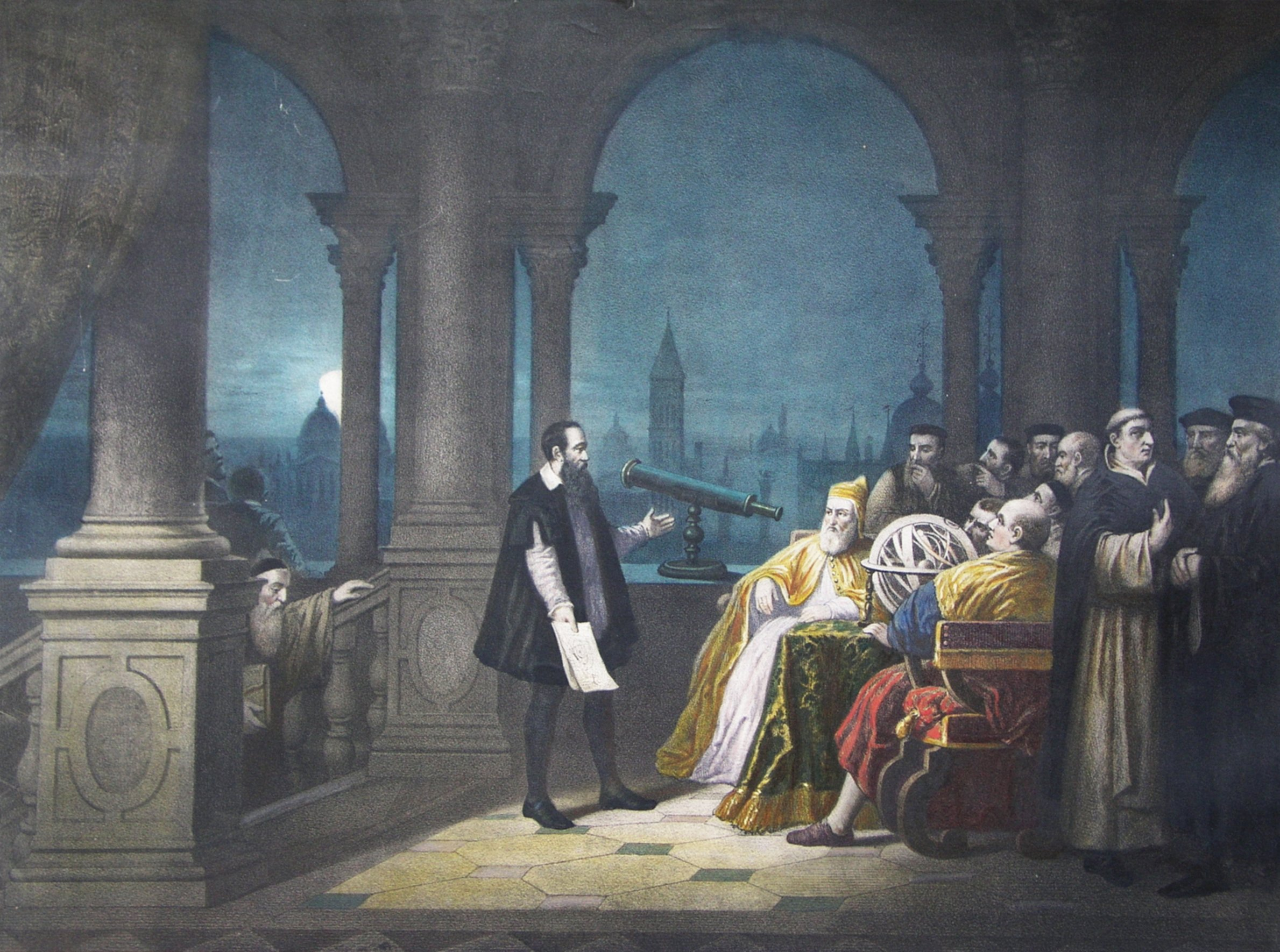
Escena con Galileo Galilei mostrando su telescopio a Leonardo Donato en 1609. (Pintura del).

Galileo se encontraba en Venecia en junio de 1609 cuando oyó hablar de las "lentes perspectivas holandesas", por medio de las que los objetos distantes se veían más y más grandes. Galileo comentó que pudo resolver el problema de la construcción de un telescopio la primera noche después de su regreso a Padua desde Venecia, fabricando su primer instrumento al día siguiente. Consistía en una lente convexa situada en un extremo de un tubo de plomo y una lente cóncava en el otro. Unos días después, tras haber tenido éxito en construir un telescopio mejor que el primero, lo llevó a Venecia, donde comunicó los detalles de su invención al público y presentó el instrumento al dogo Leonardo Donato ante el pleno del Consejo. El senado recompensó a Galileo por su invención con un puesto vitalicio de profesor en Padua y duplicó su salario.

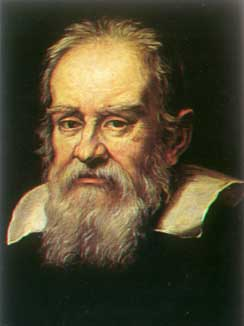
Retrato de Galileo Galilei

Galileo dedicó su tiempo a mejorar y perfeccionar el telescopio y pronto tuvo éxito en la producción de telescopios de gran potencia de aumento. Su primer telescopio magnificaba tres diámetros, pero pronto realizó instrumentos que magnificaban ocho diámetros, y más adelante alcanzó hasta los treinta y tres aumentos. Con este último instrumento, descubrió en 1610 las lunas galileanas de Júpiter y poco después las manchas solares, las fases del planeta Venus, y las colinas y valles de la Luna. En este logro parece que pudo haber sido precedido por Thomas Harriot, quien realizó los primeros dibujos de la luna con la ayuda de un telescopio de Galileo en julio de 1609. Demostró la revolución de los satélites de Júpiter alrededor del planeta y dedujo predicciones aproximadas de sus configuraciones; descubrió la rotación del Sol sobre su eje; y estableció la verdad general de la teoría heliocéntrica de Copérnico frente al modelo de Claudio Ptolomeo. El instrumento de Galileo fue el primero al que se le dio el nombre de "telescopio". La palabra fue inventada por el poeta y teólogo griego Giovanni Demisiani en un banquete celebrado el 14 de abril de 1611 por el príncipe Federico Cesi para celebrar la elección de Galileo Galilei como miembro de la Academia Nacional de los Linces. El nuevo nombre tenía su origen en dos términos procedentes del idioma griego: tele = 'lejos' y skopein = 'para mirar o ver'; Teleskopos = 'visor de lo lejano'.
Estos logros brillantes, junto con las inmensas mejoras del instrumento introducidas por Galileo, eclipsaron en gran medida el crédito debido al inventor original, y condujo a la adopción universal del nombre de telescopio refractor para la forma del instrumento inventado por Lippershey.

### Otras mejoras

#### Telescopios refractores
Fue Johannes Kepler quien explicó "la teoría y algunas de las ventajas prácticas de un telescopio construido por dos lentes convexas" en su 'Catóptrica' (1611). La primera persona que realmente construyó un telescopio de esta forma fue el jesuita Christoph Scheiner, que dio una descripción del instrumento en su obra Rosa Ursina (1630).
William Gascoigne obtuvo una importante ventaja derivada de la configuración del telescopio sugerida por Kepler, que permitía intercalar un pequeño objeto en el plano focal común del objetivo y del ocular. Esto condujo a la invención del micrómetro, y su aplicación a la mira telescópica de los instrumentos astronómicos de precisión. No fue hasta mediados del siglo XVII cuando se generalizó el uso del telescopio de Kepler, no tanto por las ventajas señaladas por Gascoigne, sino porque su campo de visión era mucho mayor que el de los telescopios refractores galileanos.
Los primeros telescopios keplerianos de gran alcance fueron construidos por Christiaan Huygens después de muchos ensayos, tarea en la que colaboró su hermano. Uno de estos instrumentos (con una lente de 56.9 mm de diámetro y una distancia focal de 3.65 m), le permitió descubrir en 1655 Titán, el más brillante de los satélites de Saturno. En 1659 publicó su "Systema Saturnium", obra en la que por primera vez se dio una verdadera explicación de los anillos de Saturno, fundada en observaciones hechas con el mismo instrumento.

##### Telescopio refractor de gran distancia focal

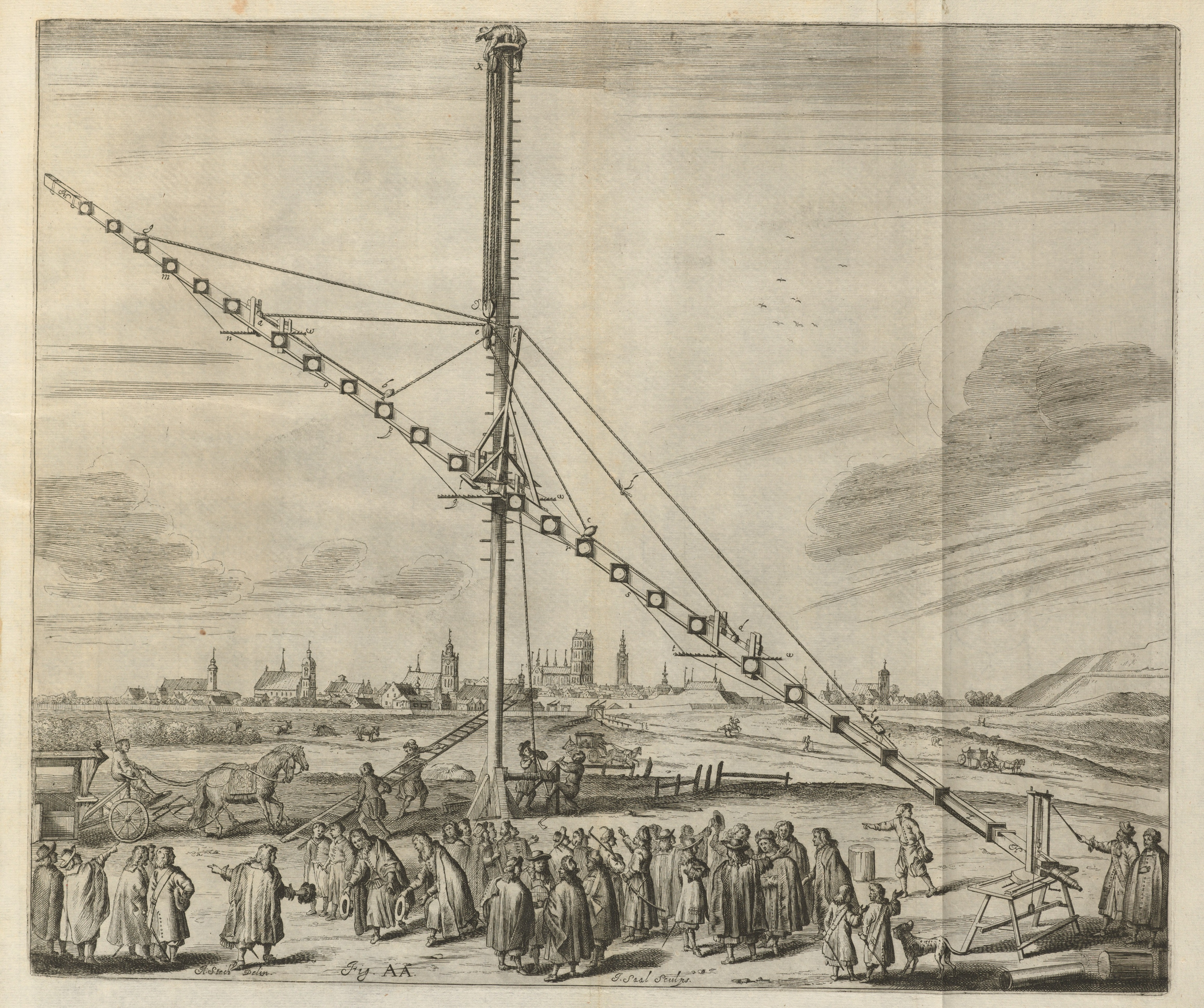
Xilografía mostrando un telescopio kepleriano con una distancia focal de 45 m, construido por Johannes Hevelius. De su libro, "Machina coelestis" (primera parte), publicado en 1673.

La nitidez de la imagen en el telescopio de Kepler está limitada por la aberración cromática, introducida por las propiedades de refracción no uniformes de la lente del objetivo. La única manera de superar esta limitación con altos aumentos es crear objetivos con distancias focales muy largas. Giovanni Cassini descubrió en 1672 el quinto satélite de Saturno (Rhea) con un telescopio de 11 m de distancia focal, y astrónomos como Johannes Hevelius estaban construyendo telescopios con longitudes focales de hasta 45 m. Debido a la gran longitud de sus tubos, estos telescopios necesitaban disponer de andamios o de grandes mástiles y grúas para mantenerlos en posición. Su valor como herramientas de investigación quedaba muy limitado porque los largos "tubos" de estos instrumentos se flexionaban y vibraban con la brisa más ligera, llegando a derrumbarse en ocasiones.

##### Telescopios aéreos
Debido a los mencionados problemas de construcción, en algunos de los telescopios de refracción más largos construidos después de 1675 llegó a prescindirse del tubo. El objetivo se montaba sobre una rótula orientable en la parte superior de un poste, árbol, o cualquier estructura alta disponible, y se orientaba por medio de una cadena o unas varillas. El ocular se tomaba con la mano o se situaba en un soporte colocado en el punto focal de la lente del objetivo, y el enfoque de la imagen se ajustaba por prueba y error. Debido a su carencia de tubo, estos instrumentos fueron denominados "telescopios aéreos". Su invención ha sido atribuida a Christiaan Huygens y a su hermano Constantijn Huygens, Jr., aunque no está claro si este hecho es cierto. Christiaan Huygens y su hermano fabricaron objetivos de hasta 220 mm de diámetro y 64 m de distancia focal, y algunos otros como Adrien Auzout construyeron telescopios con longitudes focales de hasta 180 m. Sin embargo, estos telescopios de gran longitud, lógicamente, eran muy difíciles de usar y debieron requerir la mayor habilidad y paciencia por parte del observador. Fueron empleados por varios otros astrónomos, pero fue Cassini quien más provecho obtuvo de este instrumento, con el que descubrió los satélites tercero y cuarto de Saturno en 1684 utilizando un telescopio aéreo formado con los objetivos realizados por Giuseppe Campani, de 30 y 41 m de longitud focal.

#### Telescopios reflectores
La capacidad de un espejo curvo para formar una imagen puede haber sido conocida desde los tiempos de Euclides y había sido ampliamente estudiada por Alhacén en el siglo XI. Galileo, Giovanni Francesco Sagredo y otros, espoleados por su conocimiento de que los espejos curvados tenían propiedades similares a las de las lentes, analizaron la idea de construir un telescopio utilizando un espejo como objetivo. Niccolò Zucchi, un jesuita italiano físico y astrónomo, escribió en su obra de 1652 Optica philosophia que había tratado de sustituir la lente de un telescopio refractor por un espejo cóncavo de bronce en 1616. Intentó buscar la imagen en el espejo con una lente cóncava de mano, pero no pudo obtener un resultado satisfactorio, posiblemente debido a la mala calidad del espejo, al ángulo con que lo inclinó, o al hecho de obstruir parcialmente el campo de observación.

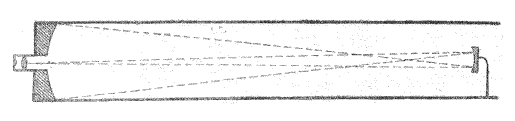
Recorrido de los rayos de luz en un telescopio gregoriano

En 1636 Marin Mersenne propuso la idea de un telescopio que constase de un espejo primario parabólico y de un espejo secundario también parabólico, en el que se reflejase la imagen a través de un agujero en el espejo primario, como solución al problema de poder observar las imágenes captadas. James Gregory analizó el problema con mayor detalle en su libro Optica Promota (1663), señalando que un telescopio reflector con un espejo que tuviese la forma de una sección cónica, carecería de la aberración esférica así como de la aberración cromática que se produce en los refractores. El diseño que ideó lleva su nombre: "telescopio gregoriano"; pero según su propia confesión, Gregory no tenía ninguna habilidad práctica y no pudo encontrar un óptico capaz de comprender sus ideas. Después de algunos intentos infructuosos, se vio obligado a abandonar toda esperanza de convertir su telescopio en un instrumento práctico.

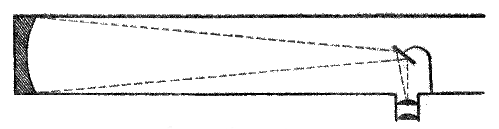
Recorrido de los rayos de luz en un telescopio newtoniano

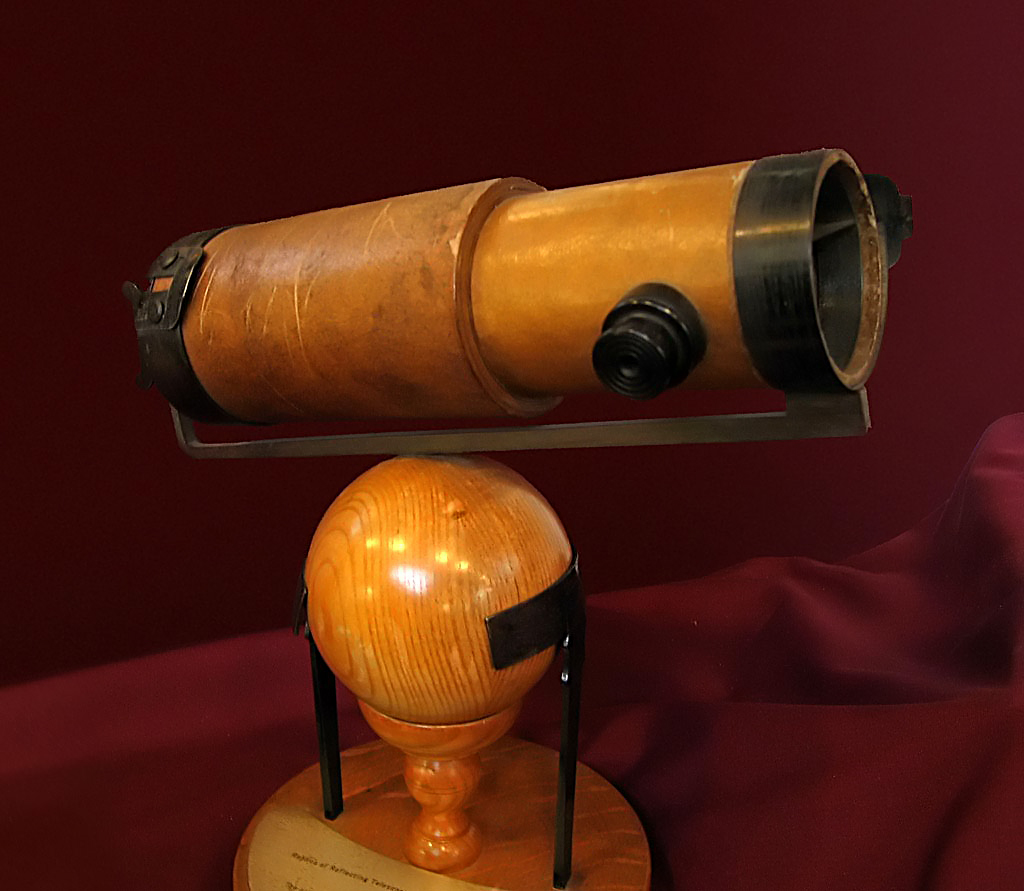
Réplica del segundo telescopio reflector de Newton, presentado a la Royal Society en 1672.

En 1666 Isaac Newton dedujo sobre la base de sus teorías de la refracción y del color, que los problemas de nitidez de las imágenes generadas por los telescopios refractores eran debidos más a la variación de la refracción de los diferentes colores de la luz en la lente, que a la forma imperfecta de la propia lente. Concluyó erróneamente que la luz nunca podría ser refractada a través de una lente sin causar aberraciones cromáticas. Tras algunos experimentos someros, afirmó que los prismas de todos los materiales refractivos separarían los colores en una proporción constante asociada a su refracción media. A partir de estos experimentos, llegó a la conclusión de que no era posible mejorar los telescopios refractores. Sus experiencias con los espejos demostraron que no producen los errores cromáticos de las lentes, dado que para todos los colores de la luz el ángulo de incidencia en un espejo es igual al ángulo de reflexión. Como prueba de sus teorías, Newton se propuso construir un telescopio reflector. Completó su primer dispositivo en 1668, el telescopio reflector funcional conocido más antiguo. Después de mucha experimentación, optó por una aleación (denominada speculum) a base de estaño y cobre como el material más adecuado para el espejo del objetivo. Posteriormente ideó mejores métodos para amolar y pulir sus espejos, eligiendo una forma esférica en lugar de una forma parábólica para simplificar su construcción. Añadió a su reflector lo que es el sello distintivo del diseño de un "telescopio newtoniano", un "espejo plano diagonal" secundario, situado cerca del foco del espejo primario para reflejar la imagen en un ángulo de 90° hacia el ocular montado en un costado del telescopio. Esta adición única permitió que la imagen se vea con una obstrucción mínima del campo de visión del espejo objetivo. También diseñó y construyó el tubo, la montura y los accesorios del instrumento. El primer telescopio reflector compacto de Newton tenía un diámetro de espejo de 3
3 cm y una relación focal de f/5, y con él se podían ver las cuatro lunas galileanas de Júpiter y las fases del planeta Venus. Animado por este éxito, hizo un segundo telescopio con un poder de aumento de 38x, que presentó a la Royal Society en diciembre de 1672. Este tipo de instrumento se denomina todavía telescopio newtoniano.

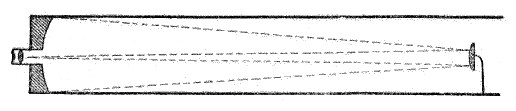
Recorrido de la luz en un telescopio Cassegrain

Una tercera forma de telescopio reflector, el "reflector Cassegrain", fue ideado en 1672 por Laurent Cassegrain. El telescopio tenía un pequeño espejo secundario convexo de sección hiperbólica, situado cerca del foco primario para reflejar la luz a través de un agujero central situado en el espejo principal.
Parece que no se realizó ningún otro avance significativo en el diseño o construcción de los telescopios reflectores durante 50 años, hasta que John Hadley (más conocido como el inventor del octante) desarrolló métodos para fabricar con speculum espejos asféricos de precisión, incluyendo los de superficie parabólica. Así, en 1721 presentó ante la Royal Society el primer reflector newtoniano parabólico, con un espejo metálico de "speculum" de 15 cm de diámetro y una longitud focal de 1.6 m. El instrumento fue examinado por James Pound y James Bradley. Después de comentar que el telescopio de Newton había estado descuidado durante cincuenta años, indicaron que Hadley había demostrado suficientemente que su invención no consistía en una simple teoría sin aplicación. Compararon su rendimiento con el telescopio aéreo de 190 mm de diámetro originalmente presentado a la Royal Society por Constantijn Huygens, Jr. y concluyeron que el reflector de Hadley "es capaz de magnificar un objeto tantas veces como el de Huygens", mostrando objetos muy próximos entre sí sin mezclarlos, aunque no del todo tan claros y brillantes.
Bradley y Samuel Molyneux, que habían sido instruidos por Hadley en sus métodos de pulido de metal de espejos, lograron producir sus propios grandes telescopios reflectores, uno de los cuales tenía una longitud focal de 2.4 m. Estos métodos de fabricación de espejos fueron transmitidos por Molyneux a dos talleres ópticos de Londres -Scarlet y Hearn- que se dedicaron a la fabricación de telescopios.
El matemático y óptico británico James Short comenzó a experimentar con la construcción de telescopios basados en los diseños de Gregory en la década de 1730. Primero trató de hacer sus espejos de vidrio como había sugerido Gregory, pero más tarde ensayó con espejos metálicos de "speculum", creando telescopios gregorianos con diseño original a partir de superficies de revolución parabólicas y elípticas. Short se dedicó profesionalmente a fabricar telescopios (todos del tipo gregoriano), actividad que practicó primero en Edimburgo y después en Londres. Murió en Londres en 1768, después de haber hecho una fortuna vendiendo numerosos telescopios.
Dado que los espejos secundarios de speculum reducen en gran medida la luminosidad percibida en el ocular, varios diseñadores de telescopios reflectores trataron de eliminarlos. En 1762 Mijaíl Lomonósov presentó un telescopio reflector ante el foro de la Academia de Ciencias de Rusia. Tenía su espejo primario inclinado cuatro grados respecto al eje del telescopio, pudiendo observarse la imagen a través de un ocular montado en la parte delantera del tubo del telescopio sin que la cabeza del observador bloquease la luz entrante. Esta innovación no se publicó hasta 1827, por lo que este tipo de instrumento fue denominado telescopio Herscheliano en referencia a un diseño similar de William Herschel.

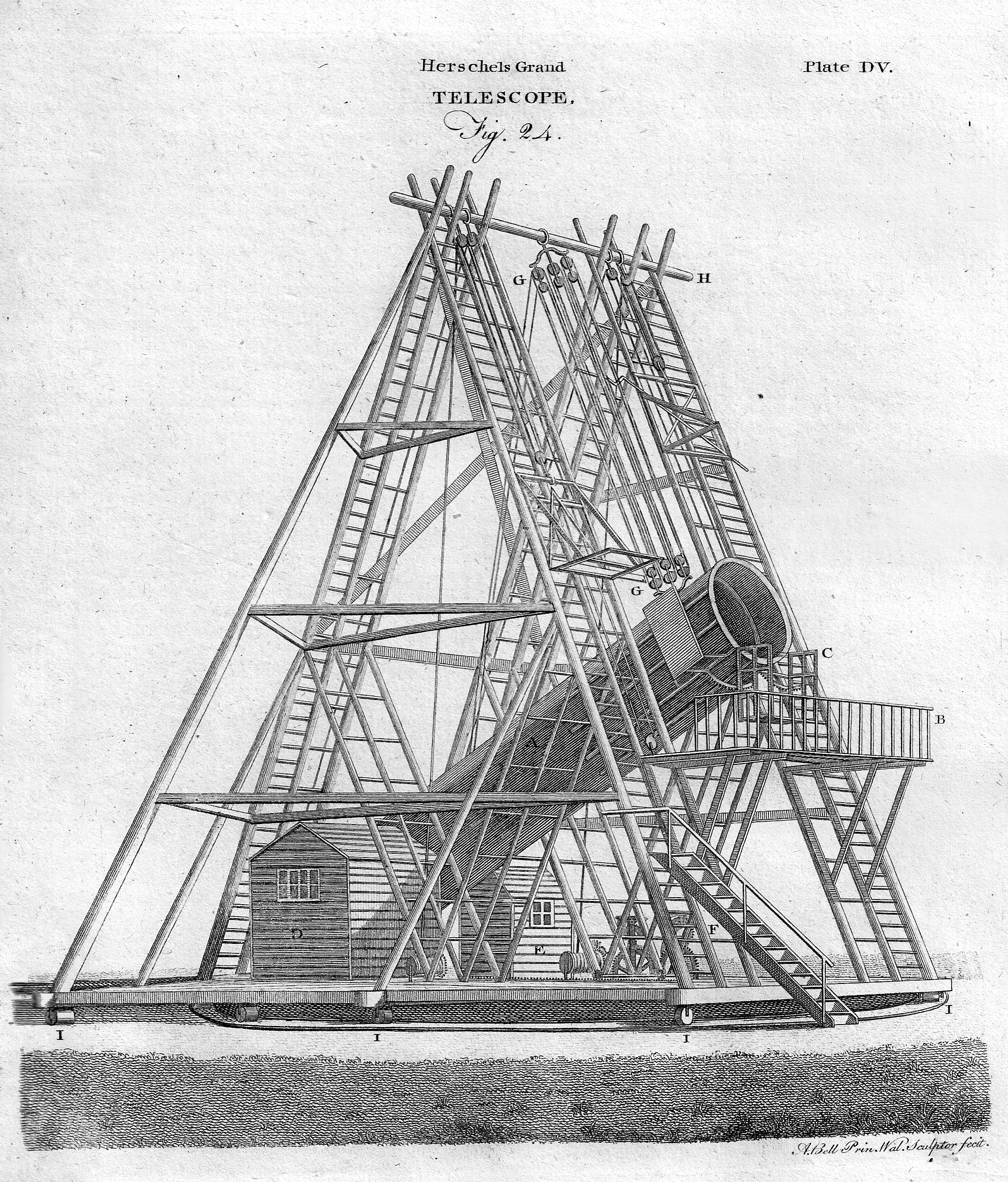
Telescopio de William Herschel de "40-pies" de 1789, con un espejo de 1.20 m de diámetro. Ilustración de la tercera edición de la Encyclopædia Britannica, publicada en 1797.

Hacia 1774, William Herschel (entonces maestro de música en Bath, Inglaterra) comenzó a ocupar sus horas de ocio en la construcción de espejos para telescopios reflectores, y finalmente acabó dedicándose por entero a su construcción y a su uso en la investigación astronómica. En 1778, seleccionó un espejo reflector de 16 cm (el mejor de los 400 espejos que había fabricado), con el que construyó un telescopio de 2.1 m de distancia focal. Usando este telescopio hizo sus primeros brillantes descubrimientos astronómicos. En 1783 completó un reflector de aproximadamente 46 cm de diámetro y 6.1 m de distancia focal. Observó los cielos con este telescopio durante unos veinte años, reemplazando el espejo varias veces. En 1789 terminó la construcción de su mayor telescopio reflector, con un espejo de 120 cm y una distancia focal de 12 m (comúnmente conocido como telescopio de 40 pies) en su nueva casa del observatorio en Slough, Inglaterra. Para reducir la pérdida de luz causada por la pobre reflectividad de los espejos de "speculum", Herschel eliminó el pequeño espejo diagonal de su diseño, y ladeó el espejo primario para que pudiera verse la imagen formada directamente. Este diseño ha pasado a llamarse telescopio herscheliano. Descubrió la sexta luna conocida de Saturno, Encélado, la primera noche que lo utilizó (el 28 de agosto de 1789), y el 17 de septiembre, su séptima luna conocida, Mimas. Fue el telescopio más grande del mundo durante más de 50 años. Sin embargo, a pesar de su gran alcance, era muy difícil de manejar, siendo menos utilizado que su reflector favorito de 47.5 centímetros.
En 1845 William Parsons construyó su reflector newtoniano de 180 cm, popularmente conocido como el "Leviatán de Parsonstown", con el que descubrió galaxias de forma espiral.
Todos estos grandes reflectores estaban lastrados por la pobre reflectividad y la rápida pérdida del brillo de sus espejos causada por la oxidación del speculum. Esto significaba que se necesitaba más de un espejo para cada telescopio, ya que tenían que ser retirados con frecuencia y ser pulidos de nuevo. Este proceso podía requerir mucho tiempo, ya que el pulido podía modificar la curvatura de la superficie del espejo, obligando a tener que amolarlo para darle de nuevo la forma correcta.

#### Telescopios refractores acromáticos

Recorrido de la luz a través de una lente acromática

Desde el momento de la invención de los primeros telescopios refractores se había supuesto que los errores cromáticos observados en las imágenes formadas por las lentes eran debidos simplemente a defectos en la forma esférica de sus superficies. Diferentes ópticos trataron de construir lentes con diferentes formas de curvatura para intentar corregir la presunta razón de estos errores. Isaac Newton descubrió en 1666 la verdadera causa de la aberración cromática, que en realidad era debida a la refracción no-uniforme de la luz al atravesar el vidrio de la lente. Esto llevó a los ópticos a experimentar con lentes construidas con más de un tipo de vidrio, en un intento de cancelar los errores producidos por cada uno de ellos. Se esperaba poder crear una "lente acromática" que permitiría centrar todos los colores en un solo punto, pudiendo de esta manera a su vez producir instrumentos de distancia focal más corta.
La primera persona que tuvo éxito en la fabricación de un telescopio refractor acromático práctico fue Chester Moore Hall de Essex. Observó que la combinación de los dos humores del ojo humano (el humor acuoso y el humor vítreo) refractan los rayos de luz para producir una imagen en la retina libre de aberración cromática, argumentando razonablemente que sería posible producir un resultado similar mediante la combinación de lentes compuestas con materiales de distintas características de refracción. Después de dedicar algún tiempo a la investigación, descubrió que mediante la combinación de dos piezas de dos tipos diferentes de vidrio, se podía fabricar una lente acromática en la que los efectos de las refracciones desiguales de dos colores de la luz (el rojo y el azul) quedasen corregidos. En 1733 consiguió construir lentes de telescopio con una aberración cromática muy reducida. Uno de sus instrumentos tenía un objetivo de 6,4 cm y una distancia focal relativamente corta de 51 cm.
Hall era un hombre de medios independientes y despreocupado por la fama; de modo que no se molestó en publicar su invención. En un juicio celebrado ante el Tribunal de Westminster acerca de los derechos de patente concedidos a John Dollond (el caso de Watkin contra Dollond), Hall reconoció ser el inventor del telescopio acromático. Sin embargo, el tribunal presidido por Lord Mansfield dictaminó que el derecho de beneficiarse de un invento no debía adjudicarse necesariamente al inventor original, si no a quien lo hiciera público en beneficio de la humanidad.
En 1747, el célebre matemático Leonhard Euler envió a la Academia Prusiana de las Ciencias un documento en el que trataba de demostrar la posibilidad de corregir simultáneamente la aberración cromática y la esférica de una lente. Al igual que Gregory y Hall, sostenía a partir del conocimiento de la configuración de los diversos humores del ojo humano que se combinan para producir una imagen perfecta, que debería ser posible mediante combinaciones adecuadas de lentes de diferentes medios de refracción, el construir un telescopio con un objetivo perfecto. Con la adopción de una hipotética ley de la dispersión de los rayos de diferentes colores de luz, Euler demostró analíticamente la posibilidad de construir un objetivo acromático compuesto por compartimientos con agua y lentes de vidrio.
Todos los esfuerzos de Euler para producir un objetivo real con esta configuración fueron infructuosos, un fracaso que atribuyó únicamente a la dificultad de adquirir lentes talladas con la precisión necesaria. John Dollond estuvo de acuerdo con la exactitud del análisis de Euler, pero negó su hipótesis teórica sobre el comportamiento de la luz, argumentando que la metodología de Euler se oponía a los resultados de los experimentos de Newton sobre la refracción de la luz, y que era imposible determinar una ley de la física exclusivamente a base de razonamientos analíticos.
En 1754, Euler envió a la Academia de Berlín un artículo adicional, en el que a partir de la hipótesis de que la luz consiste en vibraciones excitadas en un fluido elástico por los cuerpos luminosos, y que la diferencia de color se debe a la mayor o menor frecuencia de estas vibraciones, fue capaz de deducir sus anteriores resultados. Euler nunca dudó de la veracidad de los experimentos de Newton citados por Dollond.
Por su parte, Dollond no respondió a este escrito, pero poco después recibió el resumen de un documento firmado por el matemático y astrónomo sueco Samuel Klingenstierna, lo que le llevó a dudar de la exactitud de los resultados deducidos por Newton sobre la dispersión de la luz refractada. Klingenstierna demostraba mediante consideraciones puramente geométricas (totalmente apreciadas por Dollond) que los resultados de los experimentos de Newton entraban en contradicción con otros hechos universalmente aceptados sobre la refracción.

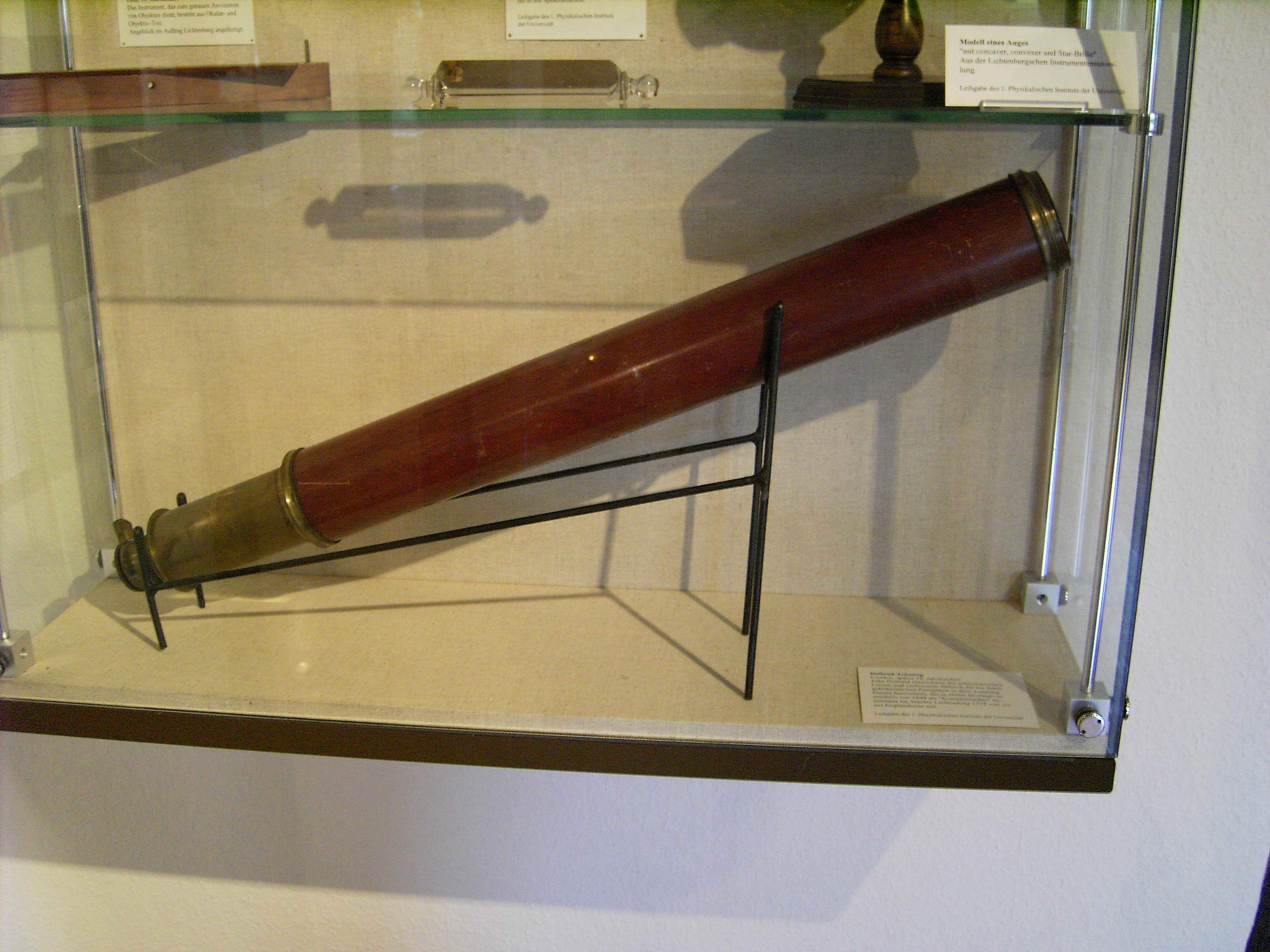
Telescopio Dollond

Dado su carácter práctico, Dollond puso a prueba a su vez el experimento de Newton, confirmando las conclusiones de Klingenstierna. Encontró una diferencia mucho más allá de sus expectativas sobre las cualidades de refracción de los diferentes tipos de vidrio con respecto a la divergencia de los colores, lo que rápidamente le llevó a la construcción de lentes en las que primero la aberración cromática y después la aberración esférica fueron corregidas.
Dollond era consciente de las condiciones necesarias para la consecución de telescopios refractores acromáticos, pero había confiado en la exactitud de los experimentos realizados por Newton. Sus escritos demuestran que sin este exceso de confianza, habría llegado antes a un descubrimiento para el que su mente estaba totalmente preparada. En ellos relata los pasos sucesivos mediante los que llegó a su descubrimiento de forma independiente a la invención anterior de Hall, y los procesos lógicos por los que la síntesis de los pasos fue surgiendo en su mente. En 1765 Peter Dollond (hijo de John Dollond) introdujo el triple objetivo, que consistía en una combinación de dos lentes convexas de vidrio crown con una lente cóncava de vidrio flint entre las otras dos. Fabricó muchos telescopios con este tipo de montaje.
La adquisición de los discos de vidrio (especialmente de vidrio flint) de pureza y homogeneidad adecuadas limitaba el diámetro y la luz de las lentes utilizadas en los telescopio acromáticos. Fue en vano que la Academia de Ciencias de Francia ofreciera un premio para quien pudiera presentar grandes discos de vidrio de sílex ópticamente perfectos.
Sin embargo, los problemas de mantenimiento de los espejos metálicos de los poco prácticos telescopios reflectores llevaron a la construcción de grandes telescopios refractores. Hacia 1866 los telescopios refractores habían alcanzado los 46 cm de apertura, con numerosos grandes refractores construidos en la segunda mitad del siglo XIX. En 1897, el refractor alcanzó su límite máximo práctico en un telescopio de investigación, con la construcción del refractor del Observatorio Yerkes, que alcanzó los 100 cm de apertura (si bien el telescopio de la Gran Exposición Universal de París (1900), con su lente de 1,25 m de diámetro, fue el mayor refractor jamás construido,
aunque sería desmantelado poco después, tras el fin de la Exposición). No podían construirse refractores más grandes, debido al efecto de la gravedad sobre la lente. Dado que una lente solo puede ser mantenida en su lugar apoyada por los bordes, el centro de una gran lente se deformará hacia abajo debido a su propio peso, distorsionando significativamente la calidad de las imágenes que produce.

### Grandes telescopios reflectores

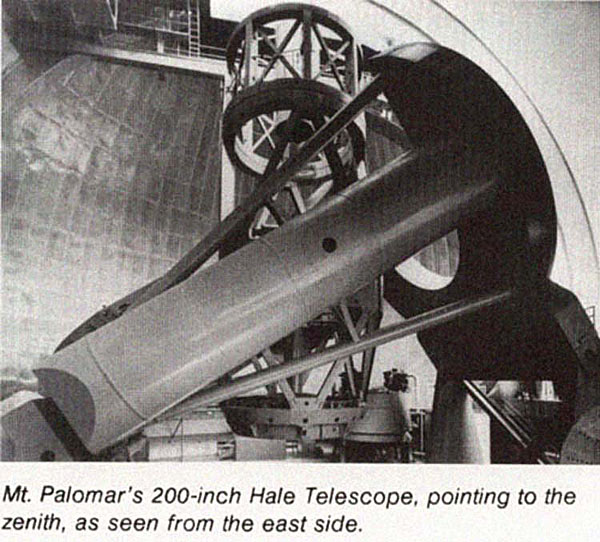
Telescopio Hale de 200" (5 m) de diámetro, en el Observatorio Palomar

En 1856-1857, Karl August von Steinheil y Léon Foucault introdujeron un proceso de deposición de una capa de plata sobre espejos de vidrio. La capa de plata no solo es mucho más reflexiva y más duradera que el acabado de los espejos de "speculum", sino que además tenía la ventaja de poder ser eliminada y depositada de nuevo sin cambiar la forma del sustrato de vidrio. Hacia finales del siglo XIX comenzaron a construirse telescopios reflectores con espejos de vidrio plateado de gran tamaño, y el comienzo del siglo XX vio la construcción del primero de los grandes reflectores de investigación "modernos", diseñado para tomar imágenes fotográficas de precisión. Situado en una remota cima, buscaba la claridad de la atmósfera. Se trataba del telescopio Hale, que con 60" (1,5 m) de diámetro, se inauguró en 1908 en el Observatorio del Monte Wilson, y al que se añadiría en 1917 un nuevo reflector de 100" (2,5 m), emplazado en el mismo lugar. Estos y otros telescopios de este tamaño estaban diseñados para permitir la extracción de sus espejos principales para ser plateados de nuevo cada pocos meses. John Donavan Strong, un joven físico del Instituto de Tecnología de California, desarrolló una técnica para recubrir espejos con una capa de aluminio mucho más duradera, usando evaporación en vacío térmica. En 1932, fue el primero en "aluminizar" un espejo; tres años más tarde, los telescopios de 60" y de 100" del Monte Wilson fueron los primeros grandes reflectores que tuvieron sus espejos aluminizados.
En 1948 se finalizó la construcción del Telescopio Hale en el Observatorio Palomar, que con su espejo de 200" (5 m) de diámetro fue el mayor telescopio del mundo hasta la finalización en Rusia veintisiete años más tarde del telescopio BTA-6, cuyo espejo alcanzaba 6,05 m. El reflector Hale introdujo varias innovaciones técnicas utilizadas en futuros telescopios, incluyendo los rodamientos hidrostáticos para conseguir una fricción muy baja, el dispositivo denominado Serrurier truss para compensar las deflexiones causadas por la gravedad en los dos espejos alojados en el tubo, y el uso del vidrio Pyrex de baja expansión para los espejos. La llegada de telescopios sustancialmente mayores tuvo que esperar a la introducción de nuevos métodos ideados para mantener la forma adecuada del espejo, puesto que para tamaños superiores ya no bastaba con aprovechar la rigidez de los propios sustratos de vidrio.

#### Ópticas activa y adaptativa
La década de 1980 vio la introducción de dos nuevas tecnologías para la construcción de telescopios más grandes y mejorar la calidad de la imagen, conocidas como óptica activa y óptica adaptativa. En la óptica activa, un analizador de imágenes detecta las aberraciones de una imagen de las estrellas un par de veces por minuto, y un ordenador controla las fuerzas de apoyo del espejo primario y la ubicación del espejo secundario para mantener una configuración y alineación óptimas de la óptica. El procedimiento es demasiado lento para corregir los efectos del desenfoque causado por la atmósfera, pero permite el uso de espejos individuales delgados de hasta 8 m de diámetro, o de espejos segmentados incluso más grandes. Este método fue pionero en el ESO Telescopio de Nueva Tecnología a finales de los años 1980. Los años 1990 presenciaron la aparición de una nueva generación de telescopios gigantes usando óptica activa, empezando por la construcción del primero de los dos telescopios de 10 m del Observatorio W. M. Keck en 1993. Otros telescopios gigantes construidos desde entonces incluyen los dos del Observatorio Gemini, los cuatro telescopios separados del Very Large Telescope, la óptica del Gran telescopio binocular y el Gran Telescopio Canarias.

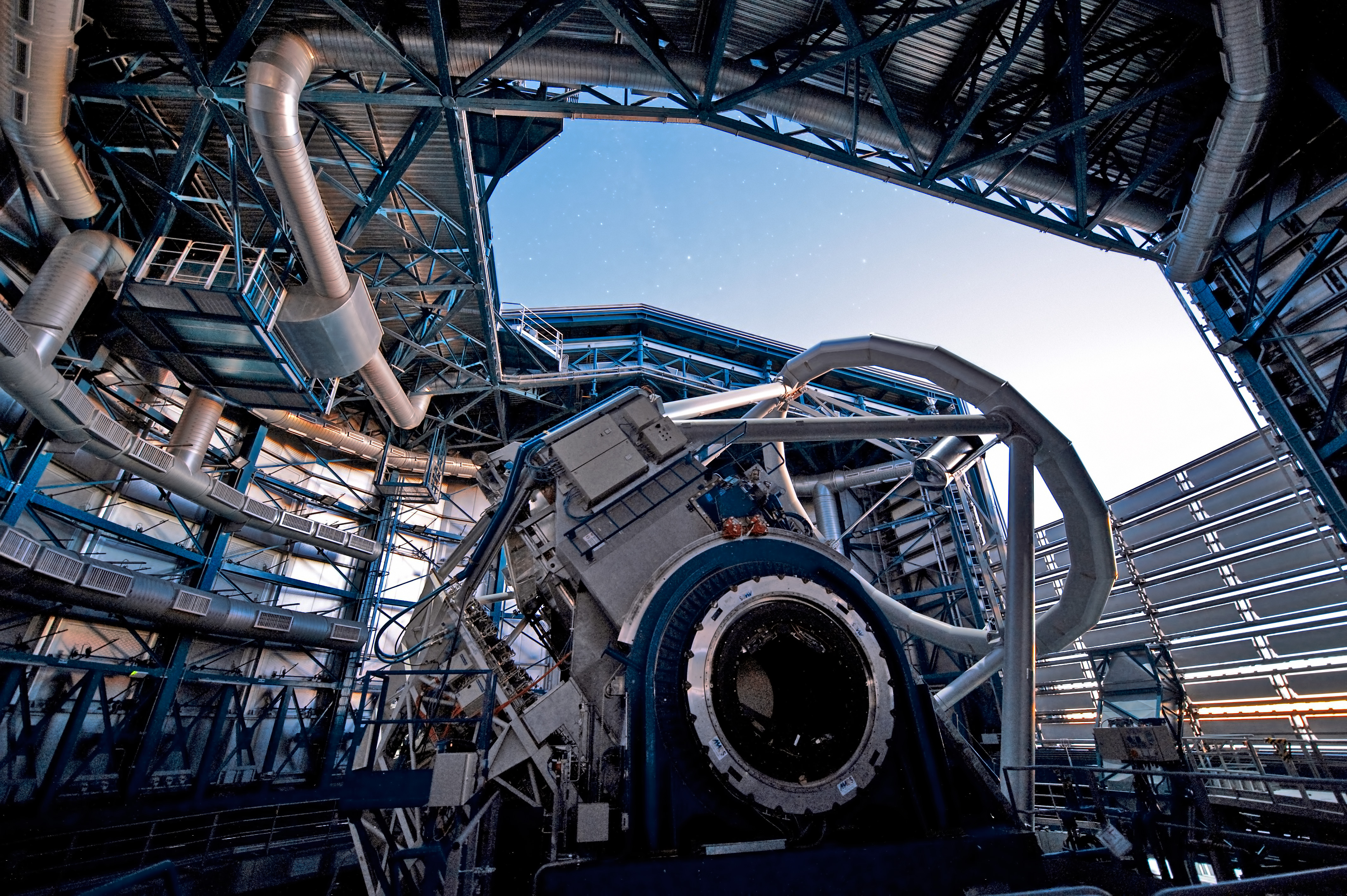
El VLT del Observatorio Europeo Austral utiliza avanzados sistemas de óptica adaptativa para contrarrestar el efecto de distorsión de la atmósfera terrestre

La óptica adaptativa utiliza un principio similar, pero las correcciones se aplican varios cientos de veces por segundo para compensar los efectos de la rápida evolución de la distorsión óptica debida al movimiento de turbulencias en la atmósfera de la Tierra. Funciona midiendo las distorsiones en un frente de onda y luego lo compensa mediante los cambios rápidos de actuadores aplicados sobre un pequeño espejo deformable o utilizando un filtro de matriz de cristal líquido. Esta idea fue planteada en primer lugar por Horace W. Babcock en 1953, pero su uso no se generalizó en los telescopios astronómicos hasta que los avances en la tecnología informática y en la de los detectores durante la década de 1990 hicieron posible calcular la compensación necesaria en tiempo real. En la óptica adaptativa, las correcciones de alta velocidad media precisan disponer de una estrella brillante muy cerca del punto observado (o de una estrella artificial creada por un láser).
Aun así, con una sola estrella o láser las correcciones solo son eficaces sobre un campo visual muy estrecho (decenas de segundos de arco), y los sistemas actuales que operan en varios telescopios de 8-10 m trabajan principalmente en longitudes de onda del infrarrojo cercano en sus observaciones. Desarrollos de esta técnica incluyen sistemas con múltiples rayos láser sobre un campo ampliado, que trabajan en frecuencias de varios kilohercios por encima para obtener una buena corrección en longitudes de onda visibles. En 2015 estaban desarrollándose propuestas en este campo, pero todavía no se habían puesto en servicio.

## Otras longitudes de onda
El siglo XX vio la construcción de telescopios que podían producir imágenes utilizando longitudes de onda distintas de la de la luz visible a partir de 1931, cuando Karl Guthe Jansky descubrió objetos astronómicos que generaban emisiones de radio. Una nueva era de la astronomía de observación surgió después de la Segunda Guerra Mundial, con telescopios desarrollados para observar otras partes del espectro electromagnético, desde las ondas de radio a los rayos gamma.

### Radiotelescopios

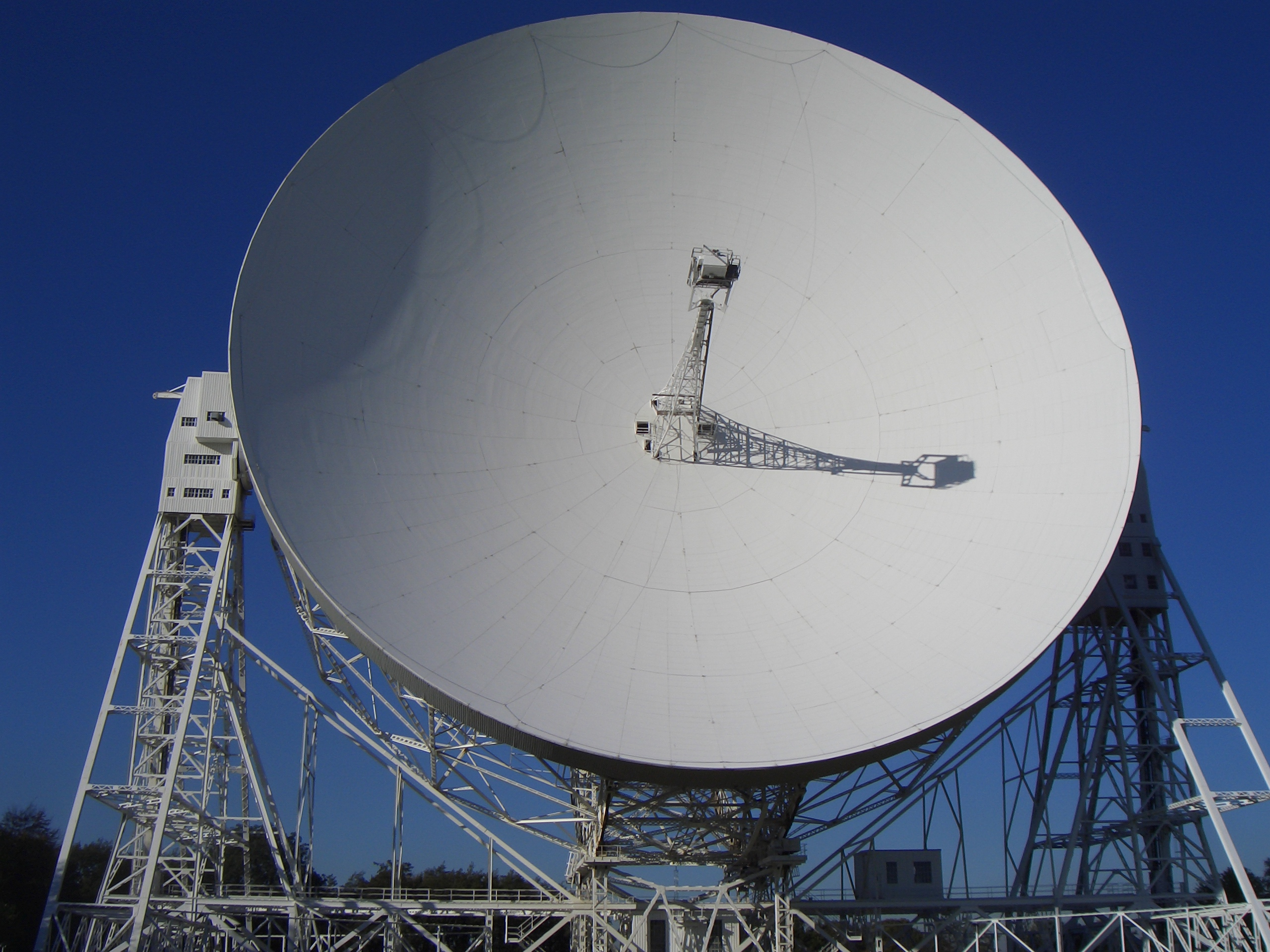
Parábola de 76 m del radiotelescopio Lovell en el Observatorio Jodrell Bank

La radioastronomía comenzó en 1931, cuando Karl Guthe Jansky descubrió que la Vía Láctea era una fuente de emisión de radio mientras realizaba una investigación sobre estática terrestre con una antena direccional. Basándose en el trabajo de Jansky, Grote Reber construyó un más sofisticado radiotelescopio en 1937, con una pantalla parabólica de 9.6 m. Utilizando este aparato descubrió en el firmamento varias fuentes de radio inexplicables. El interés en la radioastronomía creció después de la Segunda Guerra Mundial, cuando se construyeron parábolas mucho más grandes como la de 76 m del radiotelescopio del Observatorio Jodrell Bank (1957), la de 91 m del Green Bank Telescope (1962), y la de 100 m del telescopio Effelsberg (1971). El enorme radiotelescopio de Arecibo (1963), con sus 300 m de diámetro es tan grande que hizo que se construyera con una orientación fija aprovechando una depresión natural del terreno; la antena central puede ser orientada para permitir que el telescopio estudie objetos situados hasta a veinte grados desde el cenit. Sin embargo, no todos los radiotelescopios son grandes parábolas. Por ejemplo, el Mills Cross Telescope (1954), fue uno de los primeros sistemas en los que se utilizó una matriz formada por dos líneas perpendiculares de antenas de 460 m de longitud para inspeccionar el cielo. Las ondas de radio de alta energía se conocen como microondas, y han sido un área importante de la astronomía desde el descubrimiento de la radiación de fondo de microondas en 1964. Muchos radiotelescopios con base en tierra pueden detectar estas microondas, pero son mucho mejor estudiadas desde el espacio, debido a que el vapor de agua (incluso a grandes altitudes) debilita fuertemente su señal. El COBE (1989) revolucionó los radiotelescopios dedicados al estudio de la radiación del fondo de microondas.
Para mejorar la baja resolución de estos dispositivos, los radiotelescopios fueron el primer sistema que utilizó la interferometría, valiéndose de que dos o más instrumentos separados a gran distancia observasen simultáneamente la misma fuente. La interferometría de muy larga base extendió la técnica a través de miles de kilómetros, y permitió aumentar las resoluciones obtenidas por los radiotelescopios a unos pocos milisegundos de arco. El Gran Telescopio Milimétrico (activo desde 2006) detecta las longitudes de onda comprendidas entre 0,85 y 4 mm, tendiendo un puente entre los telescopios submilimétricos en el infrarrojo lejano y los radiotelescopios en longitudes de onda largas, como la banda de microondas entre 1 mm y 1 m .

### Telescopios de infrarrojos (700 nm / 0,7 micrones - 1000 micrones / 1 mm)
Dado que la radiación infrarroja es absorbida por la atmósfera, la astronomía infrarroja de ciertas longitudes de onda suele llevarse a cabo en montañas elevadas, donde se minimiza la absorción producida por el vapor de agua atmosférico. Utilizando detectores adecuados, la mayoría de los telescopios ópticos en altitudes elevadas han sido capaces de obtener imágenes en longitudes de onda infrarrojas. Algunos telescopios como el UKIRT de 3.8 m y el IRTF de 3 m -ambos en el Mauna Kea- detectan la radiación infrarroja. El lanzamiento del satélite IRAS en 1983 revolucionó la astronomía infrarroja desde el espacio. Este telescopio reflector tenía un espejo de 60 cm, operando durante nueve meses hasta que el suministro de (helio líquido) refrigerante se agotó. Observó el firmamento completo, detectando más de 245.000 fuentes infrarrojas; multiplicando por 100 el número previamente conocido.

### Telescopios ultravioleta (10 nm - 400 nm)
Los telescopios ópticos crean imágenes en el ultravioleta cercano, aunque la capa de ozono en la estratosfera absorbe la radiación ultravioleta más corta que 300 nm, así que la mayoría de la astronomía ultravioleta se lleva a cabo con satélites. Los telescopios ultravioleta se asemejan a los telescopios ópticos, pero no se pueden utilizar espejos convencionales recubiertos de aluminio, que son sustituidos por recubrimientos alternativos como fluoruro de magnesio o fluoruro de litio. El satélite Orbiting Solar Observatory ya llevó a cabo observaciones en el ultravioleta en una fecha tan temprana como 1962. El International Ultraviolet Explorer (1978) estudió sistemáticamente el cielo durante dieciocho años, utilizando un telescopio de 45 cm de apertura con dos espectroscopios. La astronomía en el ultravioleta extremo (10-100 nm) es una disciplina por derecho propio e implica muchas de las técnicas de la astronomía de rayos X; el Extreme Ultraviolet Explorer (1992) fue un satélite que operó sobre estas longitudes de onda.

### Telescopios de rayos X (0,01 nm - 10 nm)
Los rayos X procedentes del espacio no alcanzan la superficie terrestre, por lo que la astronomía de rayos X tiene que llevarse a cabo por encima de la atmósfera. Los primeros experimentos de observación de rayos X se llevaron a cabo con cohetes de vuelo suborbital, lo que permitió la detección de rayos X procedentes del Sol (1948) y las primeras fuentes de rayos X galácticas: Scorpius X-1 (junio de 1962) y la Nebulosa del Cangrejo (octubre de 1962). Desde entonces, los telescopios de rayos X (telescopios Wolter) se han construido utilizando espejos colectores anidados que desvían los rayos X a un detector. Algunos de los obsarvatorios en órbita llevaron a cabo labores en astronomía de rayos X a finales de 1960, pero el primer satélite dedicado específicamente a la observación de los rayos X fue el Uhuru (1970), que descubrió 300 fuentes. Satélites de rayos X posteriores incluyen al EXOSAT (1983), ROSAT (1990), Chandra (1999), y Newton (1999).

### Telescopios de rayos gamma (menos de 0:01 nm)
Los rayos gamma son absorbidos por las capas altas de la atmósfera terrestre, por lo que la mayoría de la astronomía de rayos gamma se lleva a cabo con satélites. Los telescopios de rayos gamma utilizan contadores de centelleo, cámaras de chispas, y más recientemente, detectores electrónicos. La resolución angular de los dispositivos de síntesis es muy pobre. Se realizaron experimentos utilizando niñas instrumentados con transmisores en la década de 1960, pero la astronomía de rayos gamma realmente comenzó con el lanzamiento del satélite OSO 3 en 1967. Los primeros satélites dedicados a la detección de rayos gamma fueron el SAS B (1972) y el Cos B (1975). El Observatorio de rayos gamma Compton (1991) supuso una gran mejora con respecto a los detectores anteriores. Los muy raros rayos gamma de alta energía (por encima de 200 GeV) pueden ser detectados desde la superficie terrestre a través de la radiación de Cherenkov producida por el paso de los rayos gamma a través de la atmósfera de la Tierra. Varios telescopios de imagen Cherenkov se han construido alrededor del mundo, incluyendo el High Energy Gamma Ray Astronomy (1987), el STACEE (2001), el HESS (2003), y el MAGIC (2004).

## Telescopios interferométricos
En 1868, el físico francés Hippolyte Fizeau observó que la disposición de espejos o lentes de vidrio en un telescopio convencional podía asociarse con una aproximación de la transformada de Fourier del campo de ondas ópticas que inciden en el telescopio. Como esta transformación matemática era bien entendida y se podía representar matemáticamente sobre el papel, dedujo que mediante el uso de una matriz de pequeños instrumentos sería posible medir el diámetro de una estrella con la misma precisión que con un solo telescopio que fuese tan grande como toda la matriz, con una técnica que más tarde sería conocida como interferometría astronómica. No fue hasta 1891 cuando Albert Abraham Michelson utilizó con éxito esta técnica para la medición de diámetros angulares astronómicos, concretamente el de los satélites de Júpiter en 1891. Treinta años más tarde, una medición interferométrica directa de un diámetro estelar fue finalmente realizada por Michelson y Francis G. Pease en 1921, aplicando su interferómetro de (6,1 m) sobre el telescopio Hooker de 100" ubicado en el Observatorio del Monte Wilson.
El siguiente desarrollo importante se produjo en 1946, cuando Ryle y Vonberg (Ryle y Vonberg, 1946) detectaron una serie de nuevas fuentes de radio cósmicas mediante la construcción de una análogía radioastronómica del interferómetro de Michelson. Las señales procedentes de dos antenas de radio se superpusieron electrónicamente para producir interferencias. El telescopio de Ryle y de Vonberg utilizaba la rotación de la Tierra para explorar el cielo en una dimensión. Con el desarrollo de las matrices más grandes de computadoras capaces de calcular rápidamente las transformadas de Fourier necesarias, se desarrollaron rápidamente los primeros instrumentos de imágenes de síntesis de apertura, con los que se han podido obtener imágenes de alta resolución gracias a las transformadas de Fourier sin la necesidad de utilizar un reflector parabólico gigantesco. Esta técnica se utiliza actualmente en la mayoría de las observaciones de radioastronomía. Los radioastrónomos pronto desarrollaron métodos matemáticos para realizar imágenes de síntesis de apertura de Fourier usando conjuntos de telescopios mucho más grandes, a menudo repartidos en más de un continente. En la década de 1980, esta técnica se extendió tanto a la luz visible como a la astronomía infrarroja, proporcionando las primeras imágenes de muy alta resolución ópticas e infrarrojas de las estrellas cercanas.
En 1995 se puso a punto esta técnica de imagen por primera vez con el Cambridge Optical Aperture Synthesis Telescope (COAST), una matriz de telescopios ópticos separados entre sí, lo que permitió obtener una mejora adicional en la resolución resultante. Las mismas técnicas se han aplicado en numerosas otras redes de telescopios astronómicos incluyendo el Navy Prototype Optical Interferometer, la CHARA array, y la matriz del IOTA. En 2008, Max Tegmark y Matías Zaldarriaga propusieron un diseño de "Telescopio de Transformada Rápida de Fourier" en el que se podría prescindir por completo de lentes y espejos cuando las computadoras sean capaces de llevar a cabo todas las transformaciones de Fourier necesarias.